# Heterocerus jaccoudi
Heterocerus jaccoudi is een keversoort uit de familie oevergraafkevers (Heteroceridae). De wetenschappelijke naam van de soort is voor het eerst geldig gepubliceerd in 2007 door Mascagni in Mascagnil & Skalicky.